# Zembretta
Zembretta o El Jamour Essaghir (àrab: الجامور الصغير, al-Jāmūr aṣ-Ṣaḡīr) és una petita illa de la costa nord-nord-est de Tunísia, propera al Cap Bon, a la governació de Nabeul. Està situada al sud-est de Zembra. Està deshabitada i la seva superfície és de menys d'1 km². El 1977 juntament amb Zembra fou declarada reserva de la Biosfera i Parc Nacional pel decret 77/340 de l'1 d'abril d'aquell any. A l'illa hi ha un far, i a la serva rodalia la pesca està prohibida.